# Movimiento fetal

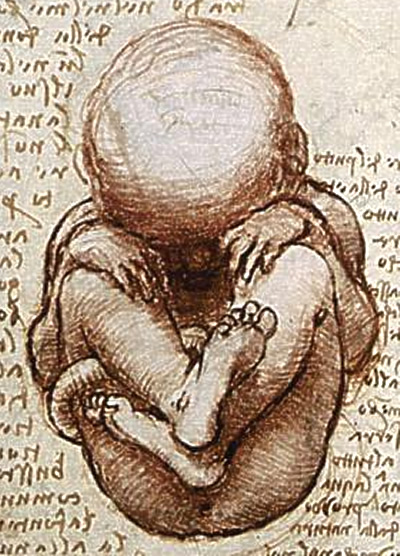
El feto humano se mueve a lo largo de todo el desarrollo prenatal

El movimiento fetal se refiere al movimiento del feto ocasionado por su propia actividad muscular. La actividad locomotora comienza durante la etapa  embrionaria tardía y cambia en su naturaleza a lo largo del desarrollo prenatal. Los músculos comienzan a moverse en cuanto son  inervados. Estos movimientos no son reflejos, se crean a partir de impulsos nerviosos autogenerados que se originan en la médula espinal. A medida que el sistema nervioso madura, los músculos pueden moverse en respuesta a ciertos estímulos.
En términos generales, el movimiento fetal puede clasificarse como suscitado o espontáneo, y los movimientos espontáneos pueden ser generados en la médula espinal o el cerebro. Se puede inferir si un movimiento es determinado supraespinalmente comparándolo con los movimientos de un feto  anencefálico.
Aunque el corazón comienza a latir el día 23 después de la fecundación, este artículo se enfoca en los movimientos voluntarios y  reflejos. La edades se dan desde la fecundación en lugar de edad gestacional. 
Algunas fuentes afirman que no hay movimiento voluntario hasta después del nacimiento.   Otras fuentes afirman que el movimiento voluntario comienza unos meses antes. Se han usado  ultrasonidos 3D para crear imágenes en movimiento sobre la actividad fetal, a las cuales se les ha llamado "ultrasonido 4D".

## Movimiento durante el desarrollo

### Primer trimestre

#### Etapa embrionaria

Un embrión en la edad gestacional de 9 semanas y 0 días. La cabeza está dirigida hacia la derecha en la imagen. El corazón está discernido en el centro del embrión. Una mano es visible en la parte superior.

Incluso antes de que inicie la etapa fetal, un embrión humano de 6 semanas puede arquear su espalda y cuello. Para la séptima semana, se puede detectar el movimiento de brazos y piernas con un ultrasonido.

#### Etapa fetal
Las partes del cerebro fetal que controlan el movimiento no se forman completamente hasta las últimas etapas del segundo trimestre y las primeras del tercer trimestre. El control del movimiento es limitado en el nacimiento, y los movimientos completamente voluntarios se desarrollan durante un período largo de tiempo, hasta la pubertad.  De acuerdo a un panorama producido por el Colegio Real de Médicos de Edinburgo, el movimiento intencional comienza aproximadamente a las 18 semanas, reemplazando de forma gradual a los reflejos, y los movimientos intencionales voluntarios se siguen desarrollando después del nacimiento.
En estos primeros movimientos, las extremidades se mueven juntas y comienzan a moverse de forma independiente para la novena semana conforme se desarrollan las  neuronas controladoras en la médula espinal. En la semana 11, el feto puede mover su boca y chupar sus dedos; en la semana 12, comienza a tragar líquido amniótico.
Además de los movimientos laterales de la cabeza, ocurren movimientos complejos y generalizados al inicio de la etapa fetal, con movimientos y sobresaltos que involucran todo el cuerpo. A las 9 semanas, se ha observado movimiento de manos, caderas y rodillas, mientras los estiramientos y bostezos se han visto en la semana 10, y los movimientos aislados de las extremidades comienzan poco después.

### Segundo trimestre
Para la duodécima semana, el feto puede patear y mover los dedos de los pies, así como tomar sus pies o rascarse con sus uñas. También puede moverse en respuesta al  tacto en su piel. De igual forma, en la semana 12, el  diafragma se mueve hacia arriba y abajo como si el feto respirara. Este movimiento desaparece durante la semana 16 y no vuelve a presentarse hasta el tercer trimestre.
Durante el quinto mes, los movimientos como las patadas continúan, y la madre suele sentir movimiento por primera vez, fenómeno al que se le llama vivificación. Los movimientos de las extremidades se vuelven más complejos, con el flexionamiento de las articulaciones y costillas. Esta actividad asiste en el desarrollo adecuado de las articulaciones.  Las mujeres que ya han tenido hijos previamente tienen músculos uterinos más relajados y por consecuencia, más sensibles. Por ello, algunas veces ya pueden sentir el movimiento fetal a las 14 semanas.
Para la semana 21, el feto comienza a desarrollar un horario de movimiento regular. El reflejo de Moro, o de sobresalto, está presente en la mitad de los fetos para la semana 24, y en todos para la semana 28. El movimiento ya es restringido en esta etapa porque ha crecido y tiene poco espacio para patear o cambiar de posición.

### Tercer trimestre
En el último trimestre, se desarrolla un movimiento complejo llamado "reflejo de marcha". Consiste en el movimiento circular de las piernas (similar a cuando se monta en bicicleta), que ayuda al feto a moverse a una posición cabeza abajo en preparación para el parto.

## Variación en el nivel de actividad
Los fetos de entre 14 y 18 semanas  muestran un ritmo circadiano pronunciado en su nivel de actividad, lo cual puede detectarse con un electrocardiograma fetal o midiendo la actividad locomotora.  Los períodos de actividad y reposo no corresponden a los de la madre: los fetos son más activos de 9 de la mañana a 2 de la tarde y de 7 de la noche a 4 de la mañana. Durante las últimas 4 o 6 semanas antes del parto, el pateo de la mayoría de los fetos ocurre mientras duermen ligeramente.

## Monitoreo de los movimientos fetales
Tras la vivificación, la madre puede contar el número y tipos de movimientos que siente al feto hacer. A dicha cuenta se le conoce coloquialmente como "conteo de patadas". La Asociación Americana del Embarazo afirma que las ventajas de llevar un conteo de patadas van desde dar la oportunidad a la madre de establecer un vínculo con su bebé, hasta reducir el riesgo de muerte fetal. El conteo de patadas es recomendado especialmente en embarazos de alto riesgo. Sin embargo, indicar a las mujeres que monitoreen el movimiento fetal se asocia con un incremento en la ansiedad materna.
Para hacer un conteo de patadas, la madre encuentra una posición cómoda, como sentarse erguida con un soporte en la espalda o acostada sobre su lado izquierdo (que maximiza el flujo de sangre al feto). Posteriormente, se toma el tiempo que tarda en sentir al menos 10 movimientos como patadas y rodadas. De manera ideal, los 10 movimientos deben sentirse dentro de un lapso de 2 horas, aunque muchas veces sucede en un menor tiempo. Se aconseja contactar inmediatamente a una partera o unidad de maternidad si el conteo es de menos de 10 movimientos. El 70% de los embarazos con un solo episodio de movimiento fetal reducido no sufren de complicaciones.